# Pteri
Pteri  este un oraș în Grecia în Prefectura Ahaia.